# Рівняння синус-Ґордона
Рівняння синус-Ґордона — це нелінійне гіперболічне рівняння з частинними похідними в 1 + 1 вимірі, що містить оператор д'Аламбера та синус невідомої функції. Спочатку його було розглянуто в XIX сторіччі в зв'язку з вивченням поверхонь постійної від'ємної кривизни. У 1970-х роках рівняння знову привернуло увагу через наявність у нього солітонних розв'язків.

## Історія
Існує дві еквівалентні форми рівняння синус-Ґордона. В дійсних координатах простір-час, позначених (x,t), рівняння має вигляд:
{\displaystyle \,\varphi _{tt}-\varphi _{xx}+\sin \varphi =0.}
У разі переходу до координат світлового конуса (u,v), близьких до асимптотичних координат, де
{\displaystyle u={\frac {x+t}{2}},\quad v={\frac {x-t}{2}},}
рівняння набуває вигляду:
{\displaystyle \varphi _{uv}=\sin \varphi .\,}
Це вихідна форма рівняння синус-Ґордона, в якій його було розглянуто в XIX сторіччі в зв'язку з вивченням поверхонь постійної гаусової кривини K = −1, також званих псевдосферами. Оберемо систему координат, в якій координатна сітка u=constant, v=constant задається асимптотичними лініями, параметризованими довжиною дуги. Перша квадратична форма цієї поверхні в таких координатах матиме особливий вигляд:
{\displaystyle ds^{2}=du^{2}+2\cos \varphi \,du\,dv+dv^{2},\,}
де {\displaystyle \varphi } — кут між асимптотичними лініями, і для другої квадратичної форми, L=N= 0. Тоді рівняння Петерсона — Кодацці, що відображає умову сумісності між першою і другою квадратичними формами, призводить до рівняння синус-Ґордона. Вивчення цього рівняння та відповідних перетворень псевдосфери в XIX столітті Б'янкі і Беклундом привели до відкриття перетворень Беклунда.
Назва «рівняння синус-Ґордона» — це каламбур на тему відомого у фізиці рівняння Клейна — Ґордона:
{\displaystyle \varphi _{tt}-\varphi _{xx}+\varphi \ =0.\,}
Рівняння синус-Ґордона рівнянням Ейлера — Лагранжа для лагранжіану
{\displaystyle {\mathcal {L}}_{\text{sine–Gordon}}(\varphi ):={\frac {1}{2}}\left(\varphi _{t}^{2}-\varphi _{x}^{2}\right)-1+\cos \varphi .}
Застосовуючи у цьому лагранжіані розклад косинуса у ряд Тейлора
{\displaystyle \cos(\varphi )=\sum _{n=0}^{\infty }{\frac {(-\varphi ^{2})^{n}}{(2n)!}}}
його може бути записано як лагранжіан Клейна-Ґордона плюс члени вищого порядку:
{\displaystyle {\begin{aligned}{\mathcal {L}}_{\text{sine–Gordon}}(\varphi )&={\frac {1}{2}}\left(\varphi _{t}^{2}-\varphi _{x}^{2}\right)-{\frac {\varphi ^{2}}{2}}+\sum _{n=2}^{\infty }{\frac {(-\varphi ^{2})^{n}}{(2n)!}}\\&=2{\mathcal {L}}_{\text{Klein–Gordon}}(\varphi )+\sum _{n=2}^{\infty }{\frac {(-\varphi ^{2})^{n}}{(2n)!}}.\end{aligned}}}

## Солітонні розв'язки
Цікава властивість рівняння синус-Ґордона — існування солітонних і багатосолітонних розв'язків.

### Односолітонні розв'язки
Рівняння синус-Ґордона має такі односолітонні розв'язки
{\displaystyle \varphi (x,t):=4\arctan e^{m\gamma (x-vt)+\delta }\,}
де
{\displaystyle \gamma ^{2}={\frac {1}{1-v^{2}}}.}
односолітонний розв'язок, для якого вибраний додатній корінь для {\displaystyle \gamma }, називається кінком і являє собою вито́к щодо змінної {\displaystyle \varphi }, який переводить один розв'язок {\displaystyle \varphi =0} у суміжний {\displaystyle \varphi =2\pi }. Стани {\displaystyle \varphi =0({\textrm {mod}}2\pi )} відомі як вакуумні, оскільки вони є сталими розв'язками нульової енергії. Односолітонний розв'язок, в якому вибирається від'ємний корінь для {\displaystyle \gamma } називається антикінк. Форма односолітонних розв'язків може бути отримана за допомогою застосування перетворення Беклунда до тривіального (постійного вакуумного) розв'язку та інтегрування одержаних диференціальних рівнянь першого порядку:
{\displaystyle {\varphi ^{\prime }}_{u}=\varphi _{u}+2\beta \sin \left({\frac {\varphi ^{\prime }+\varphi }{2}}\right),}
{\displaystyle {\varphi ^{\prime }}_{v}=-\varphi _{v}+{\frac {2}{\beta }}\sin \left({\frac {\varphi ^{\prime }-\varphi }{2}}\right){\text{ ;де }}\varphi =\varphi _{0}=0}
Односолітонні розв'язки можуть бути візуалізовані за допомогою синус-ґордонівской моделі пружної стрічки. Вважатимемо вито́к пружної стрічки за годинниковою стрілкою (лівогвинтовий) за кінк з топологічним зарядом {\displaystyle \vartheta _{\text{K}}=-1}. Альтернативний вито́к проти годинникової стрілки (правогвинтовий) з топологічним зарядом {\displaystyle \vartheta _{\text{AK}}=+1} буде антикінком.

### Двосолітонний розв'язок
Багатосолітонні розв'язки можуть бути отримані за допомогою застосування перетворення Беклунда до односолітонного розв'язку, як пропонується ґратками Б'янкі, відповідної результатам перетворення. Двосолітонний розв'язок рівняння синус-Ґордона виявляє деякі характерні властивості солітонів. Біжучі синус-ґордонівські кінки та/або антикінки проходять один крізь одного як повністю проникні, і єдиний спостережуваний ефект — фазовий зсув. Оскільки солітони у зіткненнях зберігають свою швидкість і форму, такий вид взаємодії називається пружним зіткненням.
Інші цікаві двосолітонні розв'язки виникають з можливості спареної кінк-антикінкової поведінки, відомої як брізер. Відомо три типи брізерів: стоячий брізер, біжучий високоамплітудний брізер і біжучий низькоамплітудний брізер.

### Трисолітонні розв'язки
Трисолітонні зіткнення між біжучим кінками і стоячим брізером або біжучим антикінком і стоячим брізером призводять до фазового зсуву стоячого брізера. У процесі зіткнення між рухомим кінком і стоячим брізером зсув останнього {\displaystyle \Delta _{\text{B}}} дається співвідношенням:
{\displaystyle \Delta _{B}={\frac {2\operatorname {artanh} {\sqrt {(1-\omega ^{2})(1-v_{\text{K}}^{2})}}}{\sqrt {1-\omega ^{2}}}}}
де {\displaystyle v_{\text{K}}} — швидкість кінка, а {\displaystyle \omega } — частота брізера. Якщо координата стоячого брізера до зіткнення — {\displaystyle x_{0}}, то після зіткнення вона стане {\displaystyle x_{0}\Delta _{\text{B}}}.

## Пов'язані рівняння
Рівняння шінус-Ґордона:
{\displaystyle \varphi _{xx}-\varphi _{tt}=\sinh \varphi .\,}
Це рівняння Ейлера-Лагранжа для лагранжіану
{\displaystyle {\mathcal {L}}={1 \over 2}\left(\varphi _{t}^{2}-\varphi _{x}^{2}\right)-\cosh \varphi .\,}
Інше рівняння, тісно пов'язане з рівнянням синус-Ґордона, — це еліптичне рівняння синус-Ґордона:
{\displaystyle \varphi _{xx}+\varphi _{yy}=\sin \varphi ,\,}
де {\displaystyle \varphi } — функція змінних змінних x та y. Це вже не солітонне рівняння, але воно має багато схожих властивостей, оскільки пов'язане з рівнянням синус-Ґордона аналітичним продовженням (або ж поворотом Віка) {\displaystyle y=it}.
Еліптичне рівняння шінус-Ґордона може бути означене аналогічним чином.
Узагальнення дається теорією поля Тоди.

## Квантова версія
У квантовій теорії поля модель синус-Ґордона містить параметр, який може бути ототожнений зі сталою Планка, спектр частинок складається з солітону, антісолітону і скінченного (можливо, нульового) числа брізерів. Число брізерів залежить від цього параметра. Численні народження частинок скорочуються на рівняннях руху.
Квазікласичне квантування моделі синус-Ґордона було здійснено Людвігом Фаддеєвим і Володимиром Корепіним. Точну квантову матрицю розсіювання відкрито Олександром Замолодчіковим. Ця модель s-дуальна моделі Тіррінґа.

## У скінченому об'ємі та на промені
Модель синус-Ґордона також розглядають на колі, відрізку прямої або промені. Можливо добрати граничні умови, які зберігають інтегрованість цієї моделі. На промені спектр частинок містить граничні стани окрім солітонів і брізерів.

## Суперсиметричні моделі синуса-Ґордона
Суперсиметричний аналог моделі синус-Ґордона також існує. Для нього також може бути знайдено граничні умови, що зберігають інтегрованість.